# Microvoluta intermedia
Microvoluta intermedia är en snäckart som först beskrevs av Dall 1889.  Microvoluta intermedia ingår i släktet Microvoluta och familjen Volutomitridae. Inga underarter finns listade i Catalogue of Life.